# Carl Gustav Axel Harnack
Carl Gustav Axel von Harnack (Tartu, 7 de mayo de 1851-Dresde, 3 de abril de 1888) fue un matemático alemán que contribuyó a la teoría potencial. La desigualdad de Harnack aplicada a funciones armónicas. También trabajó en la geometría algebraica real de curvas planas, lo que demuestra el teorema de la curva de Harnack de curvas algebraicas planas son reales.

## Biografía
Nacido en Tartu, el 7 de mayo de 1851, que en aquel tiempo era conocida como Dorpat, en lo que hoy es Estonia. Hijo del teólogo Teodosius Harnack, profesor de la Universidad de Tartu, y hermano gemelo de Adolf von Harnack (teólogo también). Tras estudiar en su ciudad natal, se trasladó a Erlangen para convertirse en alumno de Felix Klein. Publicó su tesis doctoral en 1875, y recibió el derecho de enseñar (legendi venia) en la Universidad de Leipzig el mismo año. Un año más tarde aceptó un puesto en la Universidad Técnica de Darmstadt.
En 1877 se casó con Elisabeth von Ottinger, y se trasladó a Dresde, donde adquirió cátedra en la Polytechnikum, que se convertiría en una universidad técnica en 1890. Harnack sufriría problemas de salud a partir de 1882, lo que le obligaría a pasar largas temporadas en un sanatorio. Publicó 29 artículos científicos y fue un matemático muy conocido hasta el momento de su muerte.
Las diversas desigualdades de Harnack en análisis armónico y en contextos discretos y probabilísticos relacionados llevan su nombre, al igual que el teorema de la curva de Harnack y el principio de Harnack . La medalla Harnack de la Sociedad Max Planck lleva el nombre de su hermano, Adolf von Harnack.

## Obra
- Die Grundlagen der Theorie des logarithmischen potential und der eindeutigen Potentialfunktion in der Ebene (Teubner, 1887)
- An introduction to the study of the elementos of the differential and integral calculus Cathcart, George Lambert, tr. (Williams and Norgate, 1891)